# کایزرس
کایزرس (به آلمانی: Kaisers) یک منطقهٔ مسکونی در اتریش است که در ناحیه رویت واقع شده‌است. کایزرس ۷۴٫۵ کیلومتر مربع مساحت دارد ۱٬۵۱۸ متر بالاتر از سطح دریا واقع شده‌است.